# Jan Bens
Jan Bens (Rotterdam, 15 april 1921 – Rotterdam, 12 mei 2012) was een Nederlands voetballer, voetbaltrainer, bokser en bokstrainer.
Bens werd in 1933 lid van Feijenoord en speelde in de jeugd. Bij de opening van De Kuip in 1937 was hij ballenjongen. Tussen 1938 en 1947 speelde hij in totaal 76 wedstrijden waarin hij 25 doelpunten maakte. Op 6 december 1942 werd hij door Feijenoord-aanvoerder Bas Paauwe tijdens de thuiswedstrijd tegen Ajax van het veld gestuurd nadat hij het aan de stok kreeg met Ajax-doelman Gerrit Keizer na een toegekende penalty. In de Tweede Wereldoorlog had hij dankzij de club voldoende te eten en ontsnapte hij aan tewerkstelling in Duitsland. Nadat hij was weggelopen uit de rijen kreeg hij via clubdokter Vuylsteke een bewijs dat een ernstige ziekte zou hebben en hij ongeschikt was voor tewerkstelling. In 1947 volgde hij trainer Richard Dombi naar EBOH waar hij tot 1955 zou spelen.
Aansluitend werd hij trainer en begon bij de amateursclubs Flakkee en GC & FC Olympia. Bij Xerxes viel hij vanaf april 1960 in voor de opgestapte Toon van den Enden. Hij slaagde er niet in degradatie naar de amateurs af te wenden. In 1961 keerde hij terug bij Xerxes dat opnieuw kampioen werd in de Eerste klasse C en streed om het landskampioenschap bij de zondagamateurs. Vlak voor de beslissing om de nationale titel vond op 11 juni 1962 een incident plaats tijdens de rust in de uitwedstrijd tegen Vlissingen. Er ontstond een handgemeen tussen Bens en een bestuurslid van Xerxes. Een dag later stapte hij op.
Hij trainde vervolgens D.F.C. en in twee periodes de profs van SC Cambuur. Tussendoor trainde hij in Australië de Nederlands georiënteerde club Ringwood City Wilhelmina uit Melbourne. Bens besloot zijn trainersloopbaan bij SVV.
Naast het voetbal was Bens ook actief als bokser bij de boksschool van Theo Huizenaar en was hij Zuid-Hollands kampioen. Dit leidde ook tijdens zijn spelers- en trainersloopbaan als voetballer tot meerdere incidenten. Zo gaf hij Vitesse-speler Bennie Hofs enkele rake klappen, toen die op 22 september 1968 hem hinderde bij het betreden van het veld. Woedende supporters van de club uit Arnhem bestormden daarop het veld, waarna Bens en de zijnen moesten vluchten voor hun leven in stadion Nieuw-Monnikenhuize. Bens trainde ook nationaal bokskampioen in het zwaargewicht Lolle van Houten.